# Coracornis
Coracornis – rodzaj ptaków z rodziny fletówek (Pachycephalidae).

## Zasięg występowania
Rodzaj obejmuje gatunki występujące na Celebesie i Wyspach Sangihe (Indonezja).

## Morfologia
Długość ciała 15–19 cm; masa ciała do 36 g.

## Systematyka
Rodzaj zdefiniował w 1918 roku amerykański ornitolog Joseph Harvey Riley na łamach Proceedings of the Biological Society of Washington. Jako gatunek typowy Riley wyznaczył fletnika kasztanowogrzbietego (C. raveni). 

### Etymologia
Coracornis: gr. κοραξ korax, κορακος korakos „kruk” (Henry Cushier Raven (1889-1944), amerykański przyrodnik (ang. raven „kruk”)), od κρωζω krōzō „krakać”; ορνις ornis, ορνιθος ornithos „ptak”.

### Podział systematyczny
Do rodzaju należą następujące gatunki:
- Coracornis raveni Riley, 1918 – fletnik kasztanowogrzbiety
- Coracornis sanghirensis (Oustalet, 1881) – fletnik brązowouchy